# Налон
Нало́н (исп. Río Nalón) — река в Испании, впадает в Бискайский залив, протекает по территории провинции Астурия на севере страны.
Длина реки составляет 140,8 км. Площадь водосборного бассейна — 3692 км², что делает его крупнейшим среди рек Аустурии. Среднегодовой расход воды — 55,18 м³/с.
Налон начинается на высоте около 1480 м над уровнем моря от родника на перевале Тарна в Кантабрийских горах. Генеральным направлением течения реки является северо-запад. Впадает в бухту Сан-Эстебан между населёнными пунктами Сан-Эстебан-де-Правия и Сан-Хуан-де-ла-Арена.
Основные притоки (от истока): Каудаль, Трубия, Нора, Кубия, Нарсеа и Арангин.